# Silene rosiflora
Silene rosiflora là loài thực vật có hoa thuộc họ Cẩm chướng. Loài này được Kingdon-Ward miêu tả khoa học đầu tiên năm 1913.